# Большанина, Мария Александровна
Мария Александровна Большанина (9 [21] августа 1898, Томск — 28 марта 1984, Томск) — советский учёный-физик. Основатель научной школы в области физики пластичности и прочности металлов и сплавов. Лауреат Сталинской премии (1942). Заслуженный деятель науки и техники РСФСР (1959).

## Биография
Родилась в мещанской многодетной семье, имела трёх сестёр и брата. С золотой медалью окончила Мариинскую женскую гимназию Томска (1915). С отличием окончила физико-математический факультет Томского университета (1922, первый выпуск).
В 1920 году начала преподавательскую работу (рабфак ТГУ). 1 сентября 1922 года принята научным сотрудником на кафедру физики ТГУ, с 1929 года — ассистент. С 1925 года сотрудничала в ТТИ (преобразованном в 1928 году в СФТИ).
7 марта 1930 года подверглась аресту по обвинению в контрреволюционной деятельности, 9 июня того же года была освобождена.
В 1931 году — доцент кафедры физики ТГУ.
В 1935 году без защиты присвоена учёная степень кандидата физико-математических наук.
Профессор Томского университета (1936—1973). В 1936—1937 годах — декан физико-математического факультета ТГУ, с февраля 1938 года — заведующий кафедрой общей физики, с сентября 1939 года по июль 1969 года — заведующий кафедрой экспериментальной физики.
В 1941 году защитила диссертацию на соискание учёной степени доктора физико-математических наук.
В 1969—1973 годах — профессор-консультант.
Избиралась депутатом Томского областного Совета депутатов трудящихся (1947—1959).
Похоронена на кладбище Бактин.

## Научные интересы
Фундаментальные труды по изучению механических свойств твёрдого тела. Автор оригинальной теории пластической деформации. Разработала некоторые проблемы жаропрочных сплавов. В годы Великой Отечественной войны исследовала законы внедрения пуансонов в металлы в связи с проблемами бронепробиваемости.
Подготовила около 45 кандидатов и 5 докторов наук. Автор более 100 научных работ, в том числе 7 монографий.

### Научные труды
Физика твёрдого тела. Т. 2 (в соавт. с Кузнецовым В. Д.). Томск: Красное Знамя, 1941. 772 с. (Сталинская премия, 1942)

## Награды
- Сталинская премия II степени (10 апреля 1942) — за научный труд «Физика твердого тела», опубликованный в 1941 году
- Медаль «За доблестный труд в Великой Отечественной войне 1941—1945 гг.» (1946)
- Орден Ленина (1954)
- Заслуженный деятель науки и техники РСФСР (1959)

## Память
В 2004 году Томская городская Дума приняла решение присвоить улице 4-й очереди застройки мкр. «Наука» наименование «улица профессора Большаниной»